# Ouzande
Ouzande es una parroquia del oeste del ayuntamiento de La Estrada, Galicia (España).
Limita con las parroquias de Somoza, Guimarey, Matalobos, La Estrada y el vecino ayuntamiento de Cuntis.
En 1842 tenía una población de 223 personas. En los veinte años que van de 1986 a 2006 la población pasó de 521 a 373 personas, lo cual significó una disminución del 28,41%.
Entre sus monumentos hay que destacar la iglesia parroquial y alguna casa típica gallega, como la popularmente conocida "La Capitana". La iglesia parroquial sale en muchas pinturas y dibujos de Castelao, pues se casó con Virginia Pereira- que era de la Estrada-en la iglesia de S.Paio, pero en su tarea de dibujar rincones para incluir en sus cuadros la Iglesia de Ouzande sale en varios de ellos.
- Datos: Q3397315
- Multimedia: Ouzande, A Estrada / Q3397315